# Commission chargée d'étudier et d'élaborer des propositions de loi sur les réparations pour les Afro-Américains
La Commission chargée d'étudier et d'élaborer des propositions de loi sur les réparations pour les Afro-Américains est un acte de Congrès aux États-Unis introduit en 1989 par le représentant John Conyers. La loi vise à créer une commission pour examiner les mérites de l'introduction de réparations aux Afro-Américains pour l'esclavage américain. Le plus récent sponsor de la loi était le représentant Ayanna Pressley, le 3 janvier 2025, au 119e Congrès. Le projet de loi a déjà été proposé également par Sheila Jackson Lee en janvier 2023 avant sa mort en 2024.
Conyers a présenté l'acte en 1989 et l'a successivement introduit dans chaque Congrès jusqu'à sa retraite près de 30 ans plus tard.
Le Juneteenth 2019 a vu le sous-comité judiciaire de la Chambre sur la Constitution, les droits civils et les libertés civiles mener une audience sur cette question, dans ce qui a été considéré comme une séance historique, compte tenu des précédents discussions de répartition dans ce lieu a eu lieu en 2007, "un an avant l'élection du premier président noir du  pays ».
Le représentant Conyers est décédé en octobre 2019, après avoir parrainé la loi à chaque session législative de 1989 à 2017. Le nombre « 40 » fait référence à « la promesse non tenue » que les États-Unis « ont faite aux esclaves libérés : qu'après la guerre civile, ils obtiendraient quarante acres et une mule ».
Cory Booker est le parrain d'un projet de loi complémentaire au Sénat. La présidente démocrate de la Chambre des représentants, Nancy Pelosi, a exprimé son soutien à la proposition de loi HR 40. Plusieurs candidats démocrates à la présidentielle de 2020 ont exprimé leur soutien.
En avril 2021, le projet de loi a été adopté par la commission pour la première fois de son histoire, puis transmis à la Chambre des représentants pour des annotations et un vote,.

## Contenu
Le projet de loi, proposé pour la première fois en 1989 par le représentant John Conyers, Jr. (ancien représentant américain du Michigan) appelant à la création d'une commission chargée d'étudier et de soumettre un rapport officiel au Congrès et au peuple américain avec ses conclusions et recommandations sur les recours et les propositions de réparation pour les Afro-Américains, à la suite de ;